# Petar Bojović

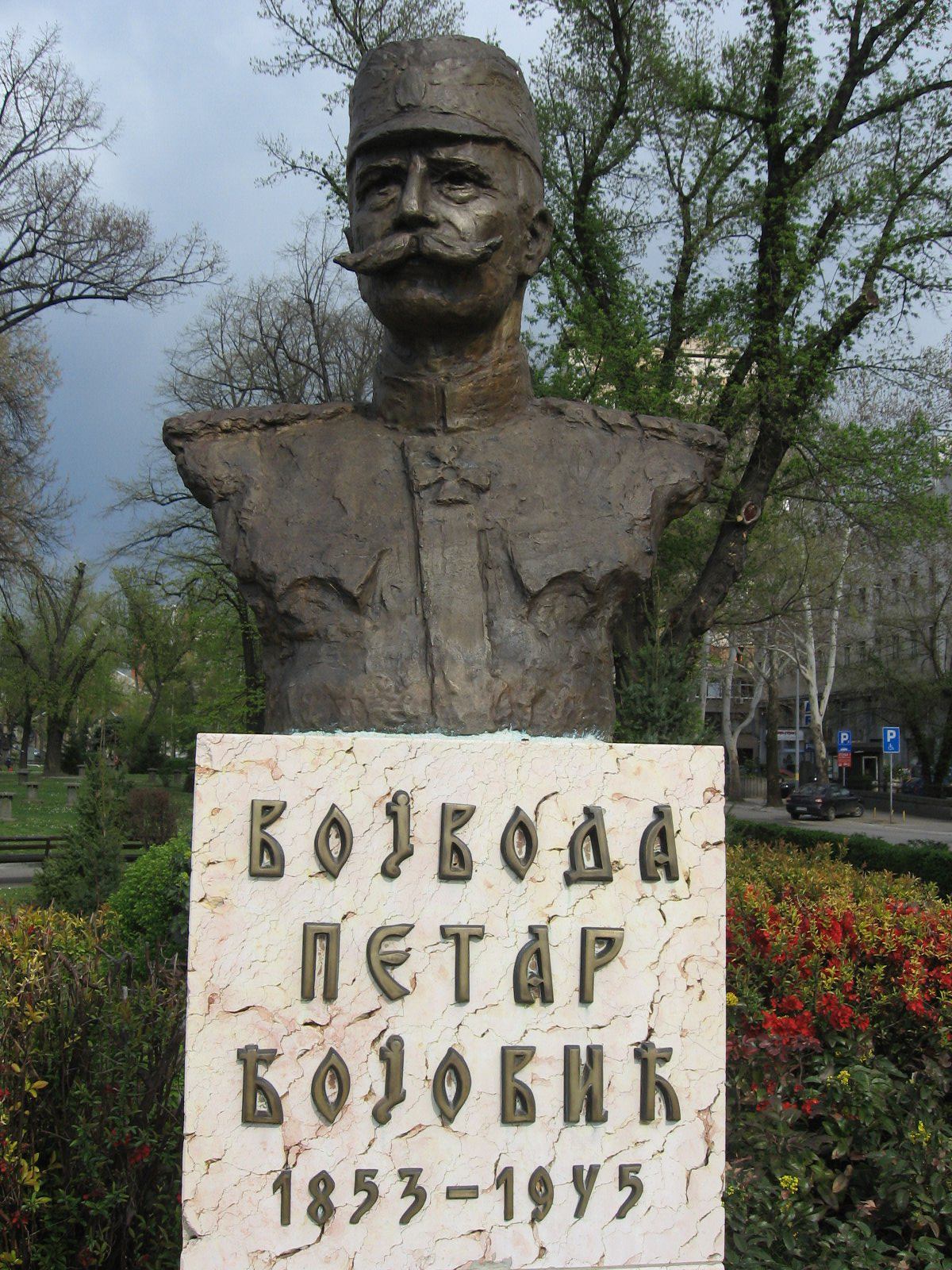
Pomnik vojvody Petara Bojovicia w Niszu

Petar Bojović, cyr. Петар Бојовић (ur. 16 lipca 1858 w Miševići niedaleko Novej Varosi, zm. 19 stycznia 1945 w Belgradzie) – serbski wojskowy, vojvoda (marszałek polny), dowodził wojskami serbskimi w I i II wojnie bałkańskiej, w czasie I wojny światowej dowódca 1 Armii serbskiej, w latach 1916–1918 Szef Sztabu Głównego armii serbskiej. 

## Życiorys

### Młodość
Pierwsze doświadczenia wojenne zbierał w latach 1876–1878, kiedy jako młody kadet szkoły artylerii wziął udział w wojnie serbsko-tureckiej, zakończonej odzyskaniem niepodległości przez jego ojczysty kraj.
Po wybuchu I wojny bałkańskiej (1912) pełnił funkcję Szefa Sztabu 1 Armii serbskiej, na czele której walczył w zakończonych serbskimi zwycięstwami bitwach pod Kumanowem i pod Bitolą. W bitwie pod Kumanowem w październiku 1912 roku armia serbska zadała Turkom ogromne straty i zmusiła ich do panicznej ucieczki z Północnej Macedonii. Ostatecznym przełamaniem tureckiego oporu w I wojnie bałkańskiej zakończyła się trzydniowa bitwa pod Bitolą (Monastyrem) w listopadzie 1912 roku. W wyniku tej bitwy prawe skrzydło wojsk serbskich wkroczyło do Albanii i dotarło aż do Morza Adriatyckiego. Po zawieszeniu broni stał na czele serbskiej delegacji (jako wojskowy przedstawiciel rządu) biorąc udział w negocjacjach pokojowych na konferencji w Londynie.
W czasie II wojny bałkańskiej (1913) cały czas pełniąc funkcję Szefa Sztabu 1 Armii w czerwcu 1913 roku uczestnik bitwy nad rzeką Bregałnicą, gdzie armia serbska zadała wojskom bułgarskim decydującą o wyniku wojny porażkę.

### I wojna światowa
Po wybuchu I wojny światowej mianowany dowódcą 1 Armii serbskiej, mającej powstrzymać atak Austro-Węgier od północy. 6 września 1914 roku poniósł porażkę w starciu armią austro-węgierską w bitwie obronnej nad rzeką Driną, jednakże równocześnie powstrzymał dalszą ofensywę wojsk nieprzyjaciela. Jednak siły serbskie zmuszone były wycofać się z Belgradu, który 2 grudnia został zajęty przez wojska austriackie. Generał Bojović w trakcie walk został ranny i na stanowisku dowódcy 1 Armii serbskiej został zastąpiony przez generała Živojina Mišicia. 
W styczniu 1916 mianowany Szefem Sztabu armii serbskiej w miejsce schorowanego Radomira Putnika. Funkcję tę utrzymał do czerwca 1918, kiedy złożył rezygnację w wyniku różnicy zdań z generałami Ententy, co do sposobu wykorzystania sił serbskich na froncie salonickim. Następnie powrócił na stanowisko Szefa Sztabu 1 Armii serbskiej, na czele której brał udział w przełamaniu linii nieprzyjaciela i ostatecznym pokonaniu armii bułgarskiej na jesieni 1918 roku. W uznaniu zasług wojennych Petar Bojović we wrześniu 1918 został awansowany do najwyższego serbskiego stopnia wojskowego vojvody (marszałka polnego), stając się ostatnim żołnierzem, jaki otrzymał tę rangę.

### Starość
Po wojnie w 1921 krótki czas pełnił funkcję Szefa Sztabu Generalnego, po czym przeszedł w stan spoczynku. Po wybuchu II wojny światowej wyznaczony na zastępcę Szefa Sztabu Generalnego i doradcę młodego króla Jugosławii Piotra II. Z powodu zaawansowanego wieku jego udział w wydarzeniach wojennych był ograniczony. Poparł ruch czetnicki gen. „Dražy” Mihailovicia i jako ostatni żyjący vojvoda powierzył mi losy narodu serbskiego. Zmarł 19 stycznia 1945 w Belgradzie. W Serbii uznawany za bohatera narodowego i jednego z najwybitniejszych wojskowych w jej historii.